# Uebel & Gefährlich

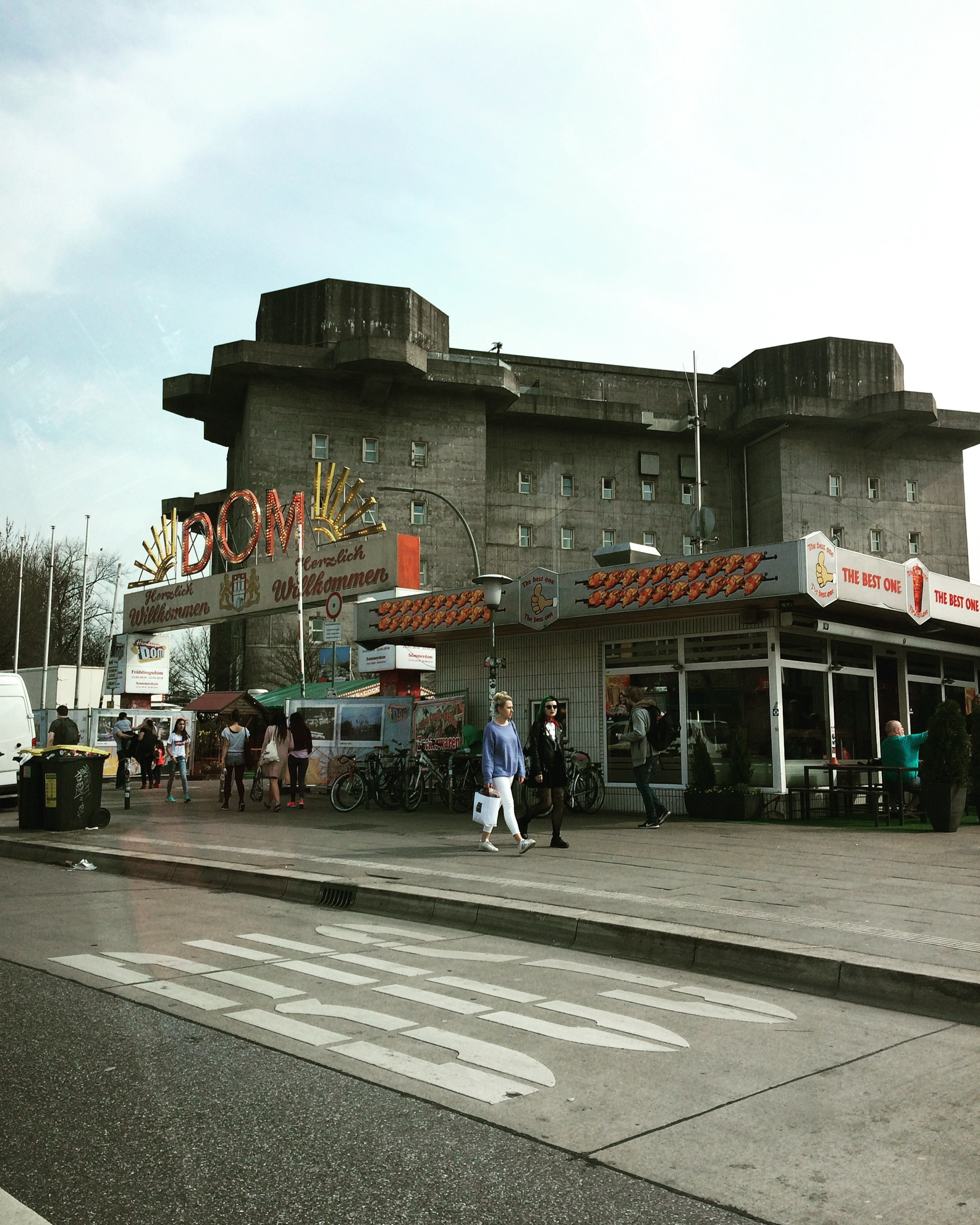
Uebel & Gefährlich im Medienbunker

Uebel & Gefährlich ist ein Hamburger Musikclub im Medienbunker (ehemals Flakturm IV) auf dem Heiligengeistfeld. Betrieben wird der Club von der Uebel & Gefährlich GmbH aus Hamburg. Mitgründer des Clubs war u. a. Tino Hanekamp.
Der Club ist aufgeteilt in den großen Ballsaal und das kleinere Turmzimmer und bietet Platz für rund 1000 Gäste. Die dazugehörige Terrasse auf dem Dach des Bunkers musste im Zuge der Bebauung des Daches 2021 schließen. Das Programm des Clubs reicht von Techno über den Zwanziger-Jahre-Jazz bis hin zu Singer-Songwriter-Konzerten. Im Uebel & Gefährlich traten Künstler wie Sia, Xavier Rudd, Kettcar, Polarkreis 18, Scooter und Billie Eilish auf.

## Geschichte
Im Mai 1999 wurde die Diskothek J’s im Medienbunker eröffnet. Ab Anfang 2000 veranstaltete Michael Ammer dort Partys. Am 29. April 2000 wurde in dem Club ein Anschlag mit einer Handgranate verübt. 2001 ging das als Nobel- oder Edeldisko bezeichnete J’s Pleite.
Im Jahr 2006 wurde am selben Ort das Uebel & Gefährlich unter anderen von Tino Hanekamp eröffnet.
2011, 2015 und 2019 wurde das Uebel & Gefährlich mit dem Hamburger Club Award als „Musikclub des Jahres“ ausgezeichnet.
Das Uebel & Gefährlich beteiligte sich 2020 an der Aktion United We Stream der Berliner Clubszene, die durch die  COVID-Maßnahmen massive Einbußen hinnehmen musste.

## Auszeichnungen
- APPLAUS 2022 – Preis für Bestes Livemusikprogramm[6]